# AIK體育會
AIK體育會（Allmänna Idrottsklubben，簡稱AIK），是瑞典最大的體育會，也是瑞典歷史最悠久的體育會之一。體育會1891年於斯德哥爾摩成立，現時的會址位於索爾納市。AIK除了曾奪得足球、曲棍球、冰球、手球、福樂球、保齡球、羽毛球、體操的瑞典錦標外，還有溫布頓網球錦標。

## 成立
體育會的成立，源自於Isidor和Paul Behrens兄弟在斯德哥爾摩的構思。有一次，他們走得很快，而他們背後有兩名青少年。該兩名青年人嘗試超越Behrens兄弟，故他們也加快腳步。四人越走越快，最終都跑了起來。當Isidor和Paul被遠遠拋離時，Isidor提議成立體育會以競爭鬥勝。
兩兄弟其後召集同樣對運動感興趣的朋友，1891年2月15日在斯德哥爾摩的Behrens宅舉行會議。Isidor講述了他的意念，得到其他人支持。由於他們認為應該練習所有想像得到的運動項目，故把運動會命名為，意即「普遍的體育會」；這個名字還可以解作「大眾的體育會」，歡迎所有人加入，與當時很多只限軍人的體育會不同。

## 媒體
1995年，AIK成為美國以外首個建立國際網站的體育運。2004年，AIK成為北歐國家首個每日廣播電台節目的體育會。

## 支持者
1980至1990年代間，AIK的官方支持者Black Army（「黑軍」）肆虐全國，多次登上報章頭條。由於黑軍聲名不佳，支持者於2000年成立另一個組織Allmänna Supporterklubben（「大眾支持者俱樂部」），2002年改名為Smokinglirarna（「黑領帶玩家」）。其後Ultras Nord 和Sol Invictus 分別於2002和2004年成立。Black Army、Smokinglirarna、Ultras Nord、Sol Invictus和AIK-Tifo組成「AIK聯盟」。
AIK奉瑞典國王卡爾十六世·古斯塔夫為保護者和首名榮譽會員。然而，維多利亞王儲的未婚夫和馬德琳公主的男朋友都是AIK的忠實擁躉。瑞典王座成員也經常觀看AIK的賽事。
瑞典政界中，瑞典社會民主工人黨主席莫娜·薩林和前司法部長托馬斯·博德斯特倫也是AIK支持者。

瑞典望族瓦倫貝里家族（Wallenberg）是AIK主要股東之一。

## 體育部門
| - AIK足球會 - AIK女子足球會 - AIK冰球會 - AIK福樂球會 | - AIK冰上曲棍球會 - AIK手球會 - AIK保鈴球會 - AIK哥爾夫球會 |

## 網站
- AIK（页面存档备份，存于）──官方網站